# Sa Kaeo
Sa Kaeo (in thailandese สระแก้ว) è una città minore (thesaban mueang) della Thailandia di 18 363 abitanti (2020). Il territorio comunale occupa una parte del distretto di Mueang Sa Kaeo, che è capoluogo della Provincia di Sa Kaeo, nel gruppo regionale della Thailandia dell'Est. In città hanno sede il governo provinciale e distrettuale.